# Джованні I Партичипаціо
Джованні I Партичипаціо (італ. Giovanni I Participazio) (? — 836) — 12-й венеційський дож. Його правління було коротким, повним інтриг і змов. Родина Обелеріо прагнула зламати можливу монархію, передумови до утворення якої були після трьох поспіль представників родини Партичипаціо.

## Біографія
Молодший син Анджело Партичипаціо. 814 року його батько призначає Джованні своїм співдожем, що викликало невдаволення іншого брата Джустіньяно. Але 817 року батько позбавив Джованні посади співдожа за антивізантійську позицію, заславши того до міста Зара. Натомість призначив співдожами сина Джустіньяно і онука Анджело II. Згодом Джованні втік до Бергамо під захист франкського імператора Людовика I. Втім той видав Джованні батько. Зрештою Анджело заслав сина до Константинополя. Тут перебував до 828 року, коли його брат Джустіньяно, що 827 року після смерті батька, став одноосібним дожем повернув Джованні до Венеційського дукату, де зробив співдожем та фактично своїм спадкоємцем. Після смерті Джустіньяно 829 року став новим дожем.
Обелеріо Антенорео, що правив до 809 року, повернувся до Венеції за сприяння візантійського імператора Феофіла, після свого двадцятирічного перебування в Константинополі. Зі своїми прихильниками він зажадав для себе титул дожа. Джованні 831 року завдав тому поразки, захопив у полон, де Обелеріо було обезголовлено, а Маламокко повністю зруйновано. Того ж року біля Траето (в гирлі річки Гарільяно) венеційський флот разом війзантійським зазнав поразки від флоту Аглабідів.
836 року спровокував проти себе заколот знаті на чолі із трибуном П'єтро Каросо та Доменіко Монетаріо. Втік до  Франкської імперії. Правління трибуна продовжувалося всього 6 місяців, коли Орсо Партичипаціо, єпископ Оліволо, трибуни Джованні Мартуріо та Базиліо Трибуно влаштували новий заколот, внаслідок чого Каросо було повалено, засліплено та відправлено у вигнання. 
Після повернення завершив зведення Собору Святого Марка, в церемонії освячення якого брав участь. Невдовзі отримав сан церковного примікірія, започаткував традицію сакрального статуса дожа та загалом Венеції як другої апостольської столиці після Риму.
Якось увечері 29 червня 836 року, благородні громадяни Венеції, обурені диктаторськими діями Джованні I Партичипаціо, а особливо його спробами замиритися зі слов'янськими пріатами, що завдавало збиток венеційським торгівцям, влаштували засідку на чолі із родом Масталічі на дожа біля виходу з церкви Святого Петра в Оліволо. Вони заарештували його, поголили наголо і змусили його прийняти духовний сан, відправивши до Градо, де колишній дож невдовзі помер.